# Cesare Nerazzini
Cesare Nerazzini (Montepulciano, 29 maggio 1849 – Montepulciano, 4 febbraio 1912) è stato un militare e diplomatico italiano.

## Biografia

### I primi anni
Nato da Giovanni Nerazzini ed Elisa Colombi, frequentò l'Università di Pisa, dove si laureò in medicina e chirurgia nel 1872 specializzandosi poi in ostetricia. Nel 1874 lavorò all'istituto di maternità pisano, ma presto ebbe prospettive lavorative più allettanti: infatti, nel 1876 e nel 1877 prestò servizio a bordo del "Batavia", un mercantile della società di navigazione Rubattino, che faceva la tratta tra Genova, Bombay e Singapore, come medico di bordo. Dopo il ritorno dalla seconda navigazione in Oriente, Nerazzini si dimise dal precedente lavoro e vinse un concorso come sottotenente del corpo sanitario della Regia Marina, prestando servizio nell'ottobre del 1878 all'ospedale militare di La Spezia. Grazie alla sua esperienza di navigazione, ben presto, nel febbraio del 1879, fu aggregato come secondo ufficiale medico all'equipaggio della corvetta "Vettor Pisani", alla sua terza campagna oceanografica, al comando del principe Tommaso di Savoia-Genova. La nave salpò da Venezia il 31 marzo di quell'anno e per due anni e mezzo navigò nei mari dell'Estremo Oriente, ritornando in Italia il 20 settembre 1881. Grazie a questa esperienza, Nerazzini si guadagnò una certa notorietà, tanto da essere trasferito, nel marzo del 1882, all'Accademia navale di Livorno, ricevendo, il 15 gennaio 1883, il suo primo incarico in Africa, con il compito di organizzare il servizio sanitario per i residenti italiani ad Assab, scalo commerciale sotto sovranità italiana. Come direttore dell'ospedale della colonia, avviò la raccolta di dati sulle condizioni sanitarie dell'insediamento, fornendo preziose informazioni per la conoscenza del territorio. 

### Incarichi diplomatici
Poiché nella colonia vi erano pochi ufficiali in servizio, a Nerazzini furono affidati anche degli incarichi diplomatici: nel marzo del 1885 prese parte alla delegazione italiana, guidata dal capitano Vincenzo Ferrari, inviata all'imperatore Giovanni IV d'Etiopia a Gondar, per comunicargli l'occupazione italiana del porto di Massaua, avvenuta agli inizi di quell'anno. Riuscì inoltre a far riconoscere dal negus il diritto d'influenza italiana su Cassala e sulla regione dei Bogos. Poi, nel febbraio - marzo del 1886, si recò da Ras Alula, potente capo locale etiopico, per concordare il passaggio della spedizione del generale Giorgio Pozzolini dall'Eritrea in Etiopia, poi annullata per via delle frizioni che aveva suscitato l'occupazione del litorale a sud di Massaua. In giugno rientrò ad Assab, con le funzioni di diplomatico ufficiale, con l'incarico di vigilare i rapporti con il sultano dell'Aussa. Quando, un anno più tardi, l'amministrazione della colonia passò dal ministero degli Esteri a quello della Guerra, Nerazzini passò al servizio di questo dicastero, venendo assegnato come addetto diplomatico a Massaua del generale Alessandro Asinari di San Marzano, comandante della spedizione di rivincita dopo la battaglia di Dogali, avvenuta nel gennaio 1887, dove una colonna di 500 italiani furono massacrati dalle truppe etiopiche di ras Alula. Al termine dell'incarico, Nerazzini si recò in licenza in Italia, dove sposò, il 10 settembre 1888, a Montepulciano, Egle Carletti, figlia del conte Alamanno Carletti e di Filomena Stefanini, da cui ebbe tre figli, due maschi e una femmina. La sua esperienza in materia di questioni africane ne fece con il tempo uno degli uomini di punta degli agenti diplomatici italiani, tanto da venir utilizzato per missioni di primaria importanza presso i vari ras locali o presso il nuovo negus, Menelik II, con cui l'Italia si era legata dal 2 maggio 1889 con il trattato di Uccialli. Nei suoi rapporti diplomatici, Nerazzini fece più volte menzione ai suoi superiori di stare in guardia dalle intenzioni del negus, per nulla disposto ad accettare il protettorato italiano sul suo regno. Dopo la battaglia di Adua del 1º marzo 1896, in cui le truppe italiane, al comando del generale Oreste Baratieri, furono sconfitte dalle truppe del negus, il nuovo governo di Antonio di Rudinì, succeduto a quello di Francesco Crispi, scelse Nerazzini come ministro plenipotenziario per condurre le trattative di pace con Menelik, che sfociarono nel Trattato di Addis Abeba del 26 ottobre 1896, firmato per il governo italiano dallo stesso Nerazzini. Il testo dell'accordo, redatto in francese per evitare ambiguità, abrogava il trattato di Uccialli e riconosceva la piena indipendenza dell'Etiopia, mentre i prigionieri italiani catturati dopo la battaglia vennero riscattati al prezzo di 10 milioni di lire. Subito dopo la stipula dell'accordo, nel marzo del 1897 Nerazzini fu incaricato dallo stesso re Umberto I di Savoia di negoziare con il negus la fissazione dei confini tra la Colonia eritrea e l'Etiopia, riuscendo a stabilire la linea confinaria sul fiume Mareb, in contrasto con le direttive del governo che volevano un certo ripiegamento dei confini della colonia italiana sul litorale. Per questi meriti, nel 1901 fu nominato console generale a Shanghai, dove favorì la penetrazione economica italiana in Cina; rivestì la carica di console fino al 1906, quando ebbe le credenziali di ministro plenipotenziario in Marocco. Rimpatriato nell'estate del 1910, Nerazzini passò gli ultimi anni di vita nel paese natio, dove morì il 4 febbraio 1912, a 62 anni. 
Massone, non si sa né dove né quando sia stato iniziato, ma sicuramente negli anni '80 del 1800 fu membro della loggia Venti settembre di Pisa.